# Nemanjina (Bělehrad)
Nemanjina (v srbské cyrilici Немањина) je ulice v Bělehradu. Spojuje Sávské náměstí s náměstím Slavija.
Jedná se o městský bulvár vedoucí ve směru severozápad-jihovýchod. Je 1 km dlouhý a směrem na jihovýchod postupně stoupá do kopce. Kříží se v pravém úhlu s ulicemi Kralja Milutina, Svetozara Markovića, Resavska a Kneza Miloša. V její centrální části se nachází park Manjež.
Ulice byla zbudována na místě koryta Vračarského potoka, kterým byl vypouštěn původní rybník na Slaviji do Cikánského rybníka na Savamale. Svůj význam získala velmi rychle po otevření prvního nádraží v centru města, neboť se stala hlavní spojnicí od nádraží do středu města.[zdroj?] Současný název má od roku 1896 a je pojmenována po Štěpánu Nemanjovi, středověkém vládci.
Ulice je známá také tím, že se zde nachází značný počet státních institucí, např. Odvolací soud, sídlo státních železnic, Ministerstvo zahraničí, budova vlády, bývalé sídlo Generálního štábu a Ministerstva obrany, městské muzeum a Národní banka Srbska.
Ulice byla v letech 2005–2006 rekonstruována, včetně výměny tramvajové trati, která vede středem ulice.